# Leif Sundell
Leif Sundell, né le 15 février 1958, est un ancien arbitre suédois de football.

## Carrière
Il a officié dans des compétitions majeures : 
- Coupe du monde de football des moins de 17 ans 1991 (3 matchs dont la finale)
- Euro 1996 (2 matchs)
- Coupe de Suède de football 2003-2004 (finale).